# Plectranthias nazcae
Plectranthias nazcae là một loài cá biển thuộc chi Plectranthias trong họ Cá mú. Loài này được mô tả lần đầu tiên vào năm 2008.

## Phân bố và môi trường sống
P. nazcae có phạm vi phân bố ở vùng biển Đông Nam Thái Bình Dương. Loài cá này chỉ được tìm thấy tại rặng núi ngầm Nazca, phía tây của lục địa Nam Mỹ.

## Danh pháp khoa học
P. nazcae được đặt theo tên của vị trí đầu tiên mà nó được phát hiện, rặng núi ngầm Nazca.

## Mô tả
Chiều dài cơ thể lớn nhất được ghi nhận ở P. nazcae là 15 cm. P. nazcae có một dải đỏ phía dưới cuối của vây lưng mềm, lan rộng đến cuống đuôi, trong khi Plectranthias parini có 2 sọc màu đỏ cam ở nửa thân sau.
Số gai ở vây lưng: 10; Số tia vây mềm ở vây lưng: 16; Số gai ở vây hậu môn: 3; Số tia vây mềm ở vây hậu môn: 7.